# Троянда (село)
Троя́нда — село Покровської міської громади Покровського району Донецької області, в Україні. У селі мешкає 148 осіб.

## Загальні відомості
Відстань до райцентру становить близько 3 км і проходить автошляхом місцевого значення. Троянда розташована у безпосередній близькості із південного заходу до Покровська, поруч розташовані мікрорайони Південний та Лазурний, стадіон «Олімпієць» та парк «Ювілейний».

## Населення
За даними перепису 2001 року населення села становило 124 особи, з них 83,87 % зазначили рідною мову українську та 15,32 % — російську.